# Sankt Barnabas kloster
Sankt Barnabas kloster är ett före detta kloster utanför Famagusta på Nordcypern som är uppkallat efter apostlen Barnabas.
Klostret grundades i slutet av 400-talet efter att man upptäckt Barnabas grav och  Cyperns kyrka hade beviljats  autonomi av kejsare Zeno i Konstantinopel. Kejsaren bekostade också byggandet av en kyrka på platsen och Barnabas begravdes i dess absid.
Den bysantinska kyrkan skadades av araberna på 600-talet och på 1700-talet byggdes det nuvarande klostret ovanpå ruinerna.
Efterhand valde allt färre att bo på klostret och på 1950-talet fanns bara tre munkar kvar. De skötte om byggnaderna och 1958 byggde de ett klocktorn. Den mesta tiden ägnade de sig dock åt att måla ikoner och 
frescomålningar. Efter Turkiets ockupation av Nordcypern övergavs klostret och 1976 gav de tre munkarna sig av söderut.  
Utanför klostret finns ett litet mausoleum där Barnabas är begravd. I klosterkyrkan finns ett ikonmuseum och i klostrets korsgång ett arkeologiskt museum.